# Culex yojoae
Culex yojoae är en tvåvingeart som beskrevs av Strickman 1989. Culex yojoae ingår i släktet Culex och familjen stickmyggor.
Artens utbredningsområde är Honduras. Inga underarter finns listade i Catalogue of Life.